# Катя (ураган, 2017)
Ураган Катя (англ. Hurricane Katia) — потужний ураган в бухті Кампече з часів Урагану Карл (2010 рік). Одинадцятий названий шторм і шостий ураган надзвичайно активного сезону ураганів в Атлантиці 2017 року.
Принаймні 53 муніципалітети в Мексиці постраждали від урагану. Рясні дощі спричинили повені та численні зсуви ґрунту, лише в місті Халапа 65 зсувів. Хоча оцінки збитків були невідомі, попередні звіти вказували, що підтоплено 370 будинків. Було підтверджено, що три смертельні випадки були пов’язані з ураганом, двоє-від зсувів, а одне-загинула в повені. Приблизно 77 000 людей залишились без світла у розпал шторму. За збігом обставин шторм обрушився на Мексику лише через кілька днів після сильного землетрусу який вразив країну, погіршивши наслідки та відновлення. Ураган "Катя" відзначив перший випадок трьох одночасно активних ураганів з 2010 року. Пік Каті ознаменував другий відомий час в історії Атлантичного океану і вперше з 1893 року, коли три одночасно активні шторми мали принаймні силу 2 категорії.

## Метеорологічна історія

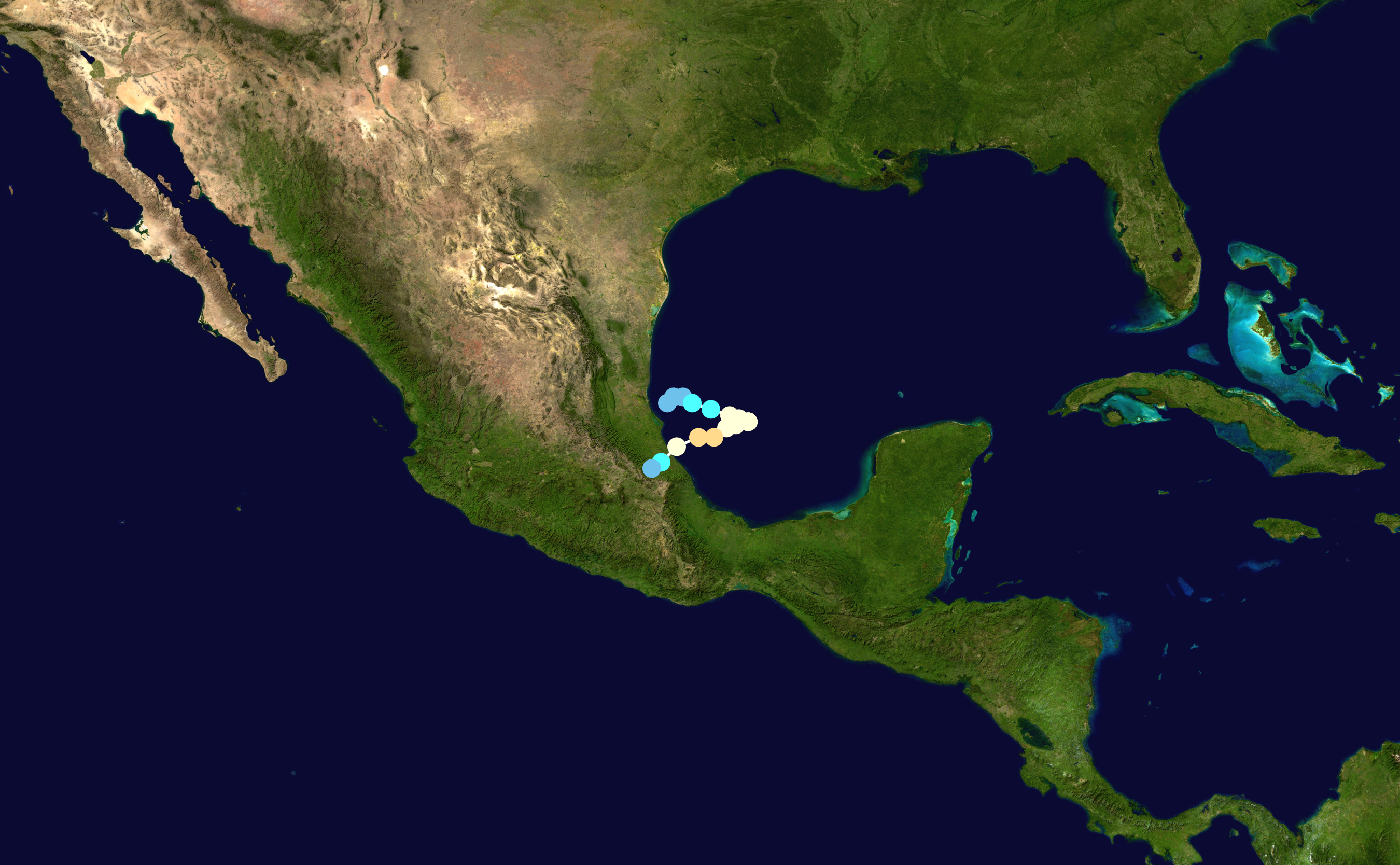
Карта шляху та інтенсивності Урагану Катя за шкалою Саффіра–Сімпсона

24 серпня в Атлантичний океан із західного узбережжя Африки вийшла тропічна хвиля. Хоча хвиля супроводжувала зосереджену зону глибокої конвекції, грозова активність незабаром зменшилась, і хвиля просунулася на захід через Атлантичне та Карибське моря з незначним розвитком. Згодом система взаємодіяла з жолобом середнього рівня над східною Мексиканською затокою 3 вересня, і Національний центр ураганів (NHC) розпочав моніторинг її на предмет можливого тропічного циклогенезу, незважаючи  в основному несприятливі умови. Розташований над півостровом Юкатанту прилеглої затоки Кампече система спричиняла неорганізовані грози. З наступними днями умови стали більш сприятливими для розвитку..  Чітко визначена поверхнева циркуляція сформувалася 5 вересня, і, отже, система перетворилася на тропічну депресію о 12:00 за UTC за 65 миль на схід від лінії  Тамауліпас - Веракрус. NHC ініціював надання консультацій щодо Тропічної депресії тринадцять о 21:00 UTC, після того як дані ASCAT вказували на чітко визначену циркуляцію та вітри 35 км / год (56 км / год).

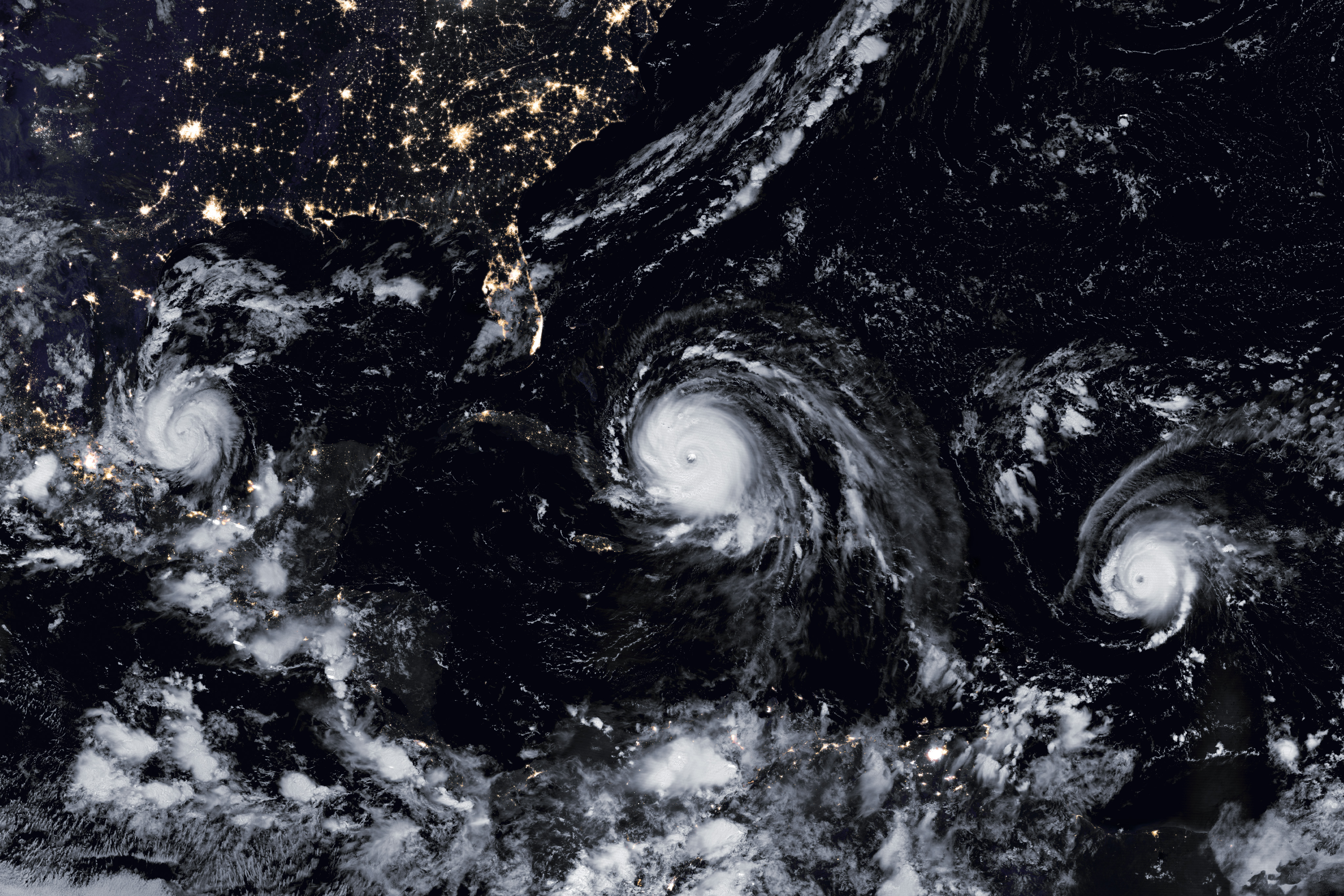
Катя (хліва) загрожує східній Мексиці під час появи трьох активних атлантичних ураганів починаючи з 2010 року. Праворуч від Каті видно урагани Ірма та Хосе.

Розташована в районі слабких течій ураган повільно дрейфував на схід. З поступовим зменшенням зсуву вітру та теплими температурами поверхні моря система посилилася до Тропічного шторму Катя 6 вересня, оскільки конвекція стала краще організованою. Літак - розвідник польоту в шторм 6 вересня зафіксував  поверхневі вітри 76 миль в годину (122 км / ч); на цій підставі NHC підвищив Катію до статусу урагану. Конвекція організувалася в центральну щільну хмарність, коли система зупинилася. Оскільки Ірма та Хосе також були ураганами одночасно з Катею, це було перше виникнення трьох одночасних ураганів в Атлантичному басейні з часів Ігоря, Джулії та Карла в 2010 році.  7 вересня розвивався хребет над північною Мексиканською затокою змусив Катію повернути на захід-південний захід, оскільки вона продовжувала повільно зміцнюватися. Циклон посилився до урагану 2 категорії за шкалою Саффіра-Сімпсона о 12:00 UTC 8 вересня; це означало лише другий раз, зафіксований 1893 рік, - що в Атлантичному басейні одночасно існували три урагани принаймні за 2 категорією. Шість годин потому Катя досягла пікової інтенсивності при максимальному стійкому вітрі 105 км / год (165 км / год) та мінімальному тиску 972 мбар (гПа; 28,70 дюйма рт. Ст.).
Після цього, коли Катя наблизилася до узбережжя Веракруса, її циркуляція почала взаємодіяти із сушею, змушуючи її швидко слабшати. Близько 03:00 UTC 9 вересня Катя здійснила вихід у Теколутлі з вітром 120 км / год. Перетинаючи нерівну місцевість східної Мексики, система швидко ослабла і розсіялася близько 18:00 UTC. [1] Залишки Каті подорожували Центральною Америкою, а пізніше з’явилися над Тихим океаном, де внесли свій вклад у розвиток Тропічної депресії п’ятнадцять-Е. Пізніше ця нова система перетворилася на ураган "Отіс" приблизно через тиждень

## Підготовка та наслідки

Ураган Катя швидко слабшає після виходу на узбережжя штат Веракруз 9 вересня

В рамках підготовки до шторму в штаті Веракрус були опубліковані попередження про тропічний циклон. Понад 4000 жителів евакуювали із штатів Веракрус і Пуебла. Servicio Meteorológico Nacional попередив жителів і туристів не відвідати Попокатепетль і Орисаба в зв'язку з можливістю лахари.  Громадяни Протекція випустили червоне попередження - найвищий рівень - для північного та центрального Веракруса, а також північного та східного Пуебла. Помаранчеве попередження було оголошено для півдня Тамауліпаса та центральної та південної Пуеблі. Агентство оголосило жовте попередження для півдня Веракруса, сходу Ідальго, півночі Оахаки та Тлакскали. Зелене попередження було опубліковано для Мехіко, штату Мексика та сходу Сан-Луїс-Потосі. Крім того, для Морелоса та Керетаро було видано синє попередження - найнижчий рівень.
9 вересня Катя здійснила вихід на узбережжя біля Теколутли у Веракрусі як мінімальний ураган. Циклон приніс повені, сильні зливи та сильний вітер у райони, нещодавно зруйновані найбільш жахливим  землетрусом у Мексиці за останні 100 років.  Найвища загальна кількість опадів за добу протягом урагану склала 280 мм у Кансеко, штат Веракрус.  Кілька доріг були перекритті через затоплення, тоді як ранні повідомлення вказували, що близько 370 будинків були затоплені. Катя завдала шкоди принаймні в 53 муніципалітетах Мексики, хоча шкода в кожній громаді, як правило, була мінімальною. У Халапі випало близько 138 мм опадів, що еквівалентно майже двом місяцям опадів. Сильні опади призвели до 65 селевих зсувів у 20 районах міста та підтоплення 65 будинків. Повідомлялося про два летальні випадки через селеві зсуви. Шторм повалив 22 дерева та ряд гілок у місті.  Ще одна смерть сталася після того, як чоловіка піднесли повені в Халкомулько. Близько 77 000 жителів залишились без світла в розпал шторму. Інфраструктурний збиток підраховують бути MX $ млн 7,2 ($ 407000 США), в той час як втрати страховки були оцінені в MX $ 50,5 млн (US $ 2,85 млн).
Після шторму Секретаріат внутрішніх справ просив оголосити надзвичайний стан у 40 муніципалітетах, надавши повноваження використовувати федеральні кошти для ліквідації наслідків стихійних лих. Прохання було схвалено федеральний уряд, за погодженням з мексиканської армією, розподілені близько 30 000 літрів води і їжі в протягом приблизно 25 000 людей, в зокрема, в районі Халапа.  Секретаріат дезаролло Агропекуаріо, сільські райони і Песка (SEDARPA) розподілив MX 2,13 мільйона доларів (120 000 доларів США) тим фермерам, які постраждали від урагану. Як частина допомоги, кілька студентських організацій Корнельського університету розпочали збори грошей для жертв урагану "Катя", а також ураганів " Ірма" та " Марія".